# Gare de Niolon
Gare de Niolon – przystanek kolejowy w Le Rove, w departamencie Delta Rodanu, w regionie Prowansja-Alpy-Lazurowe Wybrzeże, we Francji.
Jest przystankiem Société nationale des chemins de fer français (SNCF), obsługiwanym przez pociągi TER Provence-Alpes-Côte d’Azur.

## Położenie
Stacja znajduje się na linii Miramas – L’Estaque, w km 863,894, na wysokości 35 m, pomiędzy stacjami La Redonne-Ensuès i L’Estaque.

## Linie kolejowe
- Linia Miramas – L’Estaque